# Carlos Maldonado
Carlos Fabián Maldonado Piñeiro, mais conhecido apenas como Carlos Maldonado (Montevidéu, 30 de julho de 1963) é um treinador e ex-futebolista uruguaio naturalizado venezuelano, que atuava como meia. Atualmente, está sem clube.
É um dos maiores goleadores da Seleção Venezuelana de Futebol. Na Copa América de 1989, Carlitos, como também é chamado, foi o único marcador da Venezuela, marcando os 4 únicos gols da equipe naquele torneio, inclusive um contra o Brasil, especial, já que foi o primeiro da história dos confrontos entre as duas seleções.
Carlos é pai do atacante Giancarlo Maldonado, o maior artilheiro da Seleção Venezuelana.

## Carreira

### Como jogador

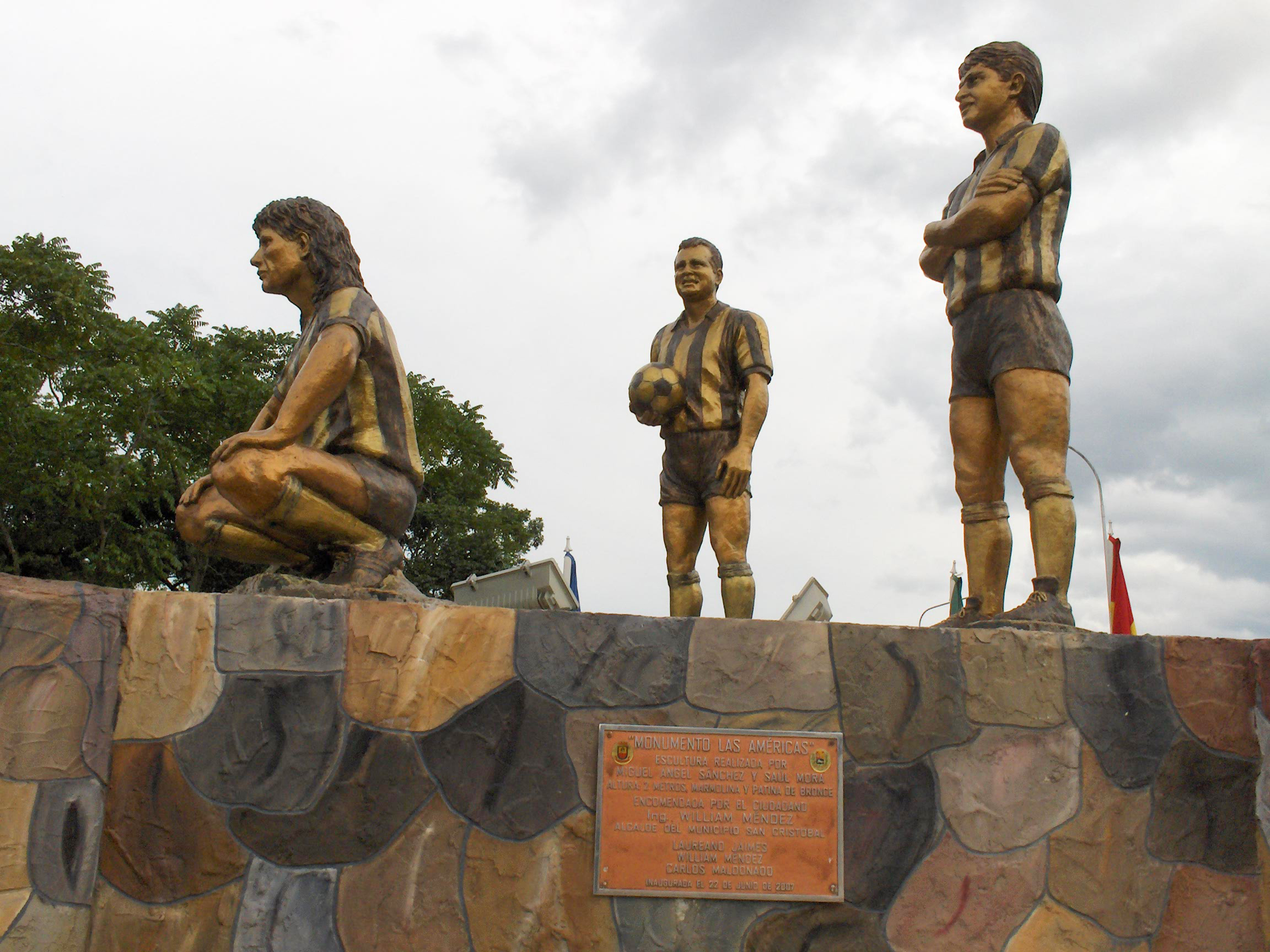
Monumento Las Américas - Os 3 maiores ídolos do Deportivo Táchira: Laureano Jaimes, William Méndez e Carlos Maldonado.

Iniciou sua carreira profissional no Deportivo Táchira no final de 1982, ainda quando o clube se chamava Unión Atlético Táchira. Tendo se destacado no clube, ele e William Méndez foram os maiores nomes do time na década de 1980. Juntos ganharam o campeonato da Primeira Divisão Venezuelana de 1984 e 1986, além de outros 3 vice-campeonatos nacionais (1985, 1987 e 1988) e 4 classificações à Copa Libertadores da América.
Em 1987, após 5 anos no mesmo clube, o Deportivo Armenio, da Argentina, negociou sua transfêrencia para duas temporadas. Logo após o término do contrato, em 1988, Maldonado voltou ao então U. A. Táchira, até que, em 1989, foi convocado pela Seleção Venezuelana para jogar a Copa América daquele ano, no qual se destacaria outra vez, marcando todos os gols da Venezuela na competição.
Após sua exibição na Copa América, marcando até sobre a gigante Seleção Brasileira, chamou a atenção do Santa Fe, da Colômbia, que negocia seu passe por duas temporadas, em 1991.
Aos 29 anos em 1992, foi contratado pelo Fluminense. O jogador ficou pouco tempo, já aos 29 anos e longe da melhor forma, disputou a Copa do Brasil e o Campeonato Brasileiro daquele ano.
Em 1993, voltou para a Venezuela, desta vez para o Caracas, clube em que permaneceu até 1994.
Depois, ainda foi contratado no final de 1994 pelo Atlético San Cristóbal, um outro clube venezuelano, e lá ficou até encerrar sua carreira como jogador, em 1995.

### Como treinador
Iniciou sua carreira como treinador em 2001, pelo Club Nacional Táchira. Depois, teve duas passagens pelo Mineros de Guayana e, entre elas, treinou também Unión Maracaibo e Deportivo Táchira.
Durante o ano de 2013, trabalhou no comando do Aragua Fútbol Club, também da Venezuela.